# 쌍둥이 역설
쌍둥이 역설(雙-逆說, 영어: twin paradox)은 특수 상대성 이론의 시간 지연 현상을 설명하기 위해 만들어낸 역설이다. 쌍둥이 역설은 아인슈타인이 1905년에 쓴 논문의 I.4 절 끝에 하나는 적도에 하나는 극지방에 있는 두 시계가 서로 같은 시간의 흐름을 경험하는 이상한 현상에 대해서 부언하여 첨가하면서 논의되기 시작했다. 1911년 폴 랑주뱅이 이 문제를 구체화시켜 논의하기 시작했고, 광속에 가까운 속도로 우주선을 보낼 수는 없지만 지구 위에서 미시적인 시간 지연 현상이 많은 실험으로 규명되면서, 쌍둥이 역설 문제는 해소되었다. 대표적인 실험으로는 하펠-키팅 실험이 있다.

## 시간의 상대성과 로런츠 변환식
지구에서 관찰하는 관찰자와, 광속에 가까운 속도 v로 날아가고 있는 우주선에 A가 있다고 가정할 때, 관찰자와 A 모두 자신의 관성계에서의 시간의 흐름은 그대로이다. 그런데 광속 불변의 법칙에 따라 관찰자가 A의 시계를 보면 자신의 것보다 느리게 흘러가는 것처럼 보인다. 그 식은 다음과 같다.
{\displaystyle t'=\gamma \left(t-{\frac {ux}{c^{2}}}\right)}
여기서 c는 광속을 가리키며
{\displaystyle \gamma ={\frac {1}{\sqrt {1-{\frac {u^{2}}{c^{2}}}}}}}
이다.

## 쌍둥이 역설의 현상
이제 막 스무 살이 된 쌍둥이 A와 B가 있었는데, A가 {\displaystyle v=0.8c}인 속도로 날아가고 있는 우주선을 타고 16광년 떨어진 별로 향하게 되었고, B는 지구에 남아 있게 되었다고 가정한다. A가 별에 도착했을 때, B 자신의 나이는 20살을 더 먹게 되었지만 B가 보았을 때 A의 시계는 12년밖에 흘러 있지 않게 된다. 그리고 A가 다시 지구로 돌아왔을 때, A가 지구로 올 때, B에게는 20년의 시간이 흘렀지만 B가 볼 때에는 A가 올 때까지 12년밖에 걸리지 않은 것으로 생각하게 된다. 이 결과는 특수 상대성 이론을 토대로 아주 당연한 현상이라고 말할 수 있다.
그러나 위 상황을 A가 정지해 있는 기준계라고 생각하고, B가 있는 지구가 v의 속도로 멀어져 가는 상황이라고 생각해보자. A는 정지해 있고, B는 v의 속도로 운동을 하며 16광년 떨어져 있는 곳으로 운동하고 오게 된다. 그래서 B가 있는 지구가 16광년 떨어진 곳에 도착했을 때, A 자신의 시계는 20년이 흘렀지만 A가 본 B의 시계는 12년밖에 흐르지 않았다. 지구가 다시 A가 있는 쪽으로 올 때까지 역시 A는 20년이 걸렸다고 생각했지만 A가 본 B의 시계는 12년밖에 흐르지 않았다.
즉, A의 입장에서 보면 자신은 40년이 지나 60살이 되었는데 B는 44살이 된 것이며, B의 입장에서 보면 자신이 60살인데 A는 44살밖에 되지 않은 것이다.
B의 입장에서 본 결과만 옳게 된다. 즉, A가 젊은 채로 지구로 귀환하게 된다.

## 쌍둥이 역설의 해소

#### 세계선
불가능한 설정이지만, 우선은 가속이 시간에 얼마나 영향을 주는지를 보기 위해 다시 한 번 위에서 사용한 설정(지구에서 행성까지 등속으로 가다가 순간의 가속으로 유턴하여 돌아온다)을 쓰기로 한다.

오른쪽의 그림은 두 쌍둥이의 세계선을 그려 놓은 것이다. B의 세계선은 ct축과 일치한다(B는 지구에서 움직이고 있지만, 우주선에 비하면 움직이는 정도가 너무 미약해서 그냥 직선으로 그려도 된다). A의 세계선은 옆으로 >모양을 하고 있는 그것이다. 양의 기울기를 가진 직선은 지구에서 행성으로 A가 날아갈 때 그린 것이고, 음의 기울기는 그 반대 경우이다.
이 때 B의 입장에서, B의 1년이 A의 0.6년과 같다. 즉, A가 떠난 지 1년 후에 B가 만약 'A가 떠난 지 1년이 되었구나. A도 지금 나랑 같이 밥을 먹고 있을까?'라고 생각했다면, 그 '지금' , A는 '내가 떠나온 지 0.6년이 되었네. B도 지금 나랑 같이 밥을 먹고 있을까?' 하고 생각하게 된다. 그 '지금'을 선으로 그은 것이 파란색 선이다. 이것을 동시선이라 부른다.
그런데 방향을 트는 점을 기점으로 해서, 그 동시선의 방향도 바뀌게 된다. 빨간색 선은 A가 지구로 향하고 있을 때 그은 동시선이다. 빨간색 선 중 가장 아래의 선과, 파란색 선 중 가장 위의 선이, 우주선이 방향을 트는 바로 그 점에서 만난다. 즉, A가 방향을 트는 순간, B의 시간은 '순간적으로' 엄청나게(정확히는 빨간색 선의 y절편과 파란색 선의 y절편을 뺀 만큼) 흘러가게 된다.
이를 아인슈타인의 일반 상대성 이론으로 생각할 수 있다. A가 방향을 트는 그 순간에 우주선에는 엄청난 가속이 일어난다. 관성력=중력이라는 아인슈타인의 등가 원리로 인해 이 순간 우주선에는 엄청난 '겉보기 중력'이 발생했다고 볼 수 있다. 일반상대성이론에 의해 중력이 강할수록 시간은 느려진다. 즉 우주선이 방향을 트는 순간만큼은 A의 시간이 B에 비해 아주 느리게 흘러가는 것이다. 즉 A는 B에 비해서 젊은 상태로 지구로 귀환할 수밖에 없다.

#### 더 현실적인 가정
가속이 순간적이지 않은 좀 더 현실적인 상황을 위해, A가 여행하는 총 구간을 3개로 나누어 보면
오른쪽의 그림처럼
```

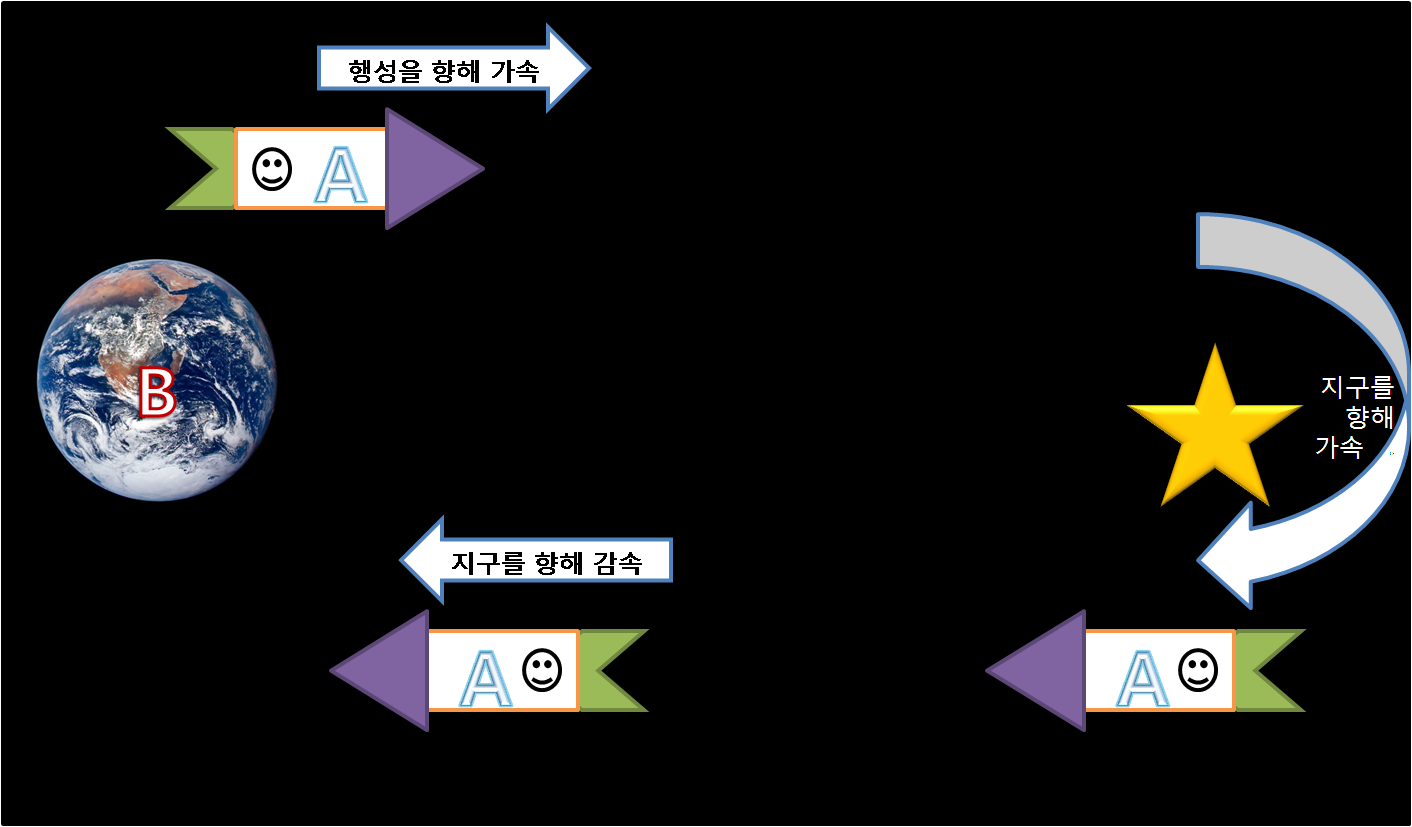

*로켓이 지구에서 출발하여 별을 향해 가속하는 구간 : 1구간
*로켓이 별을 향해 감속하는 구간=지구를 향해 가속하는 구간 : 2구간
*로켓이 지구를 향해 감속하는 구간 : 3구간
```

이런 식으로 나눌 수 있다.
이 때 1구간에 있는 A는 가속 운동을 하게 된다. 별을 향해 가속하고 있으므로 지구 방향으로 '겉보기 중력'이 생기게 되고, 이 중력 때문에 A의 시간은 B보다 느려지게 된다.
2구간에 있을 때는 지구를 향해 가속하므로, 별 방향으로 겉보기 중력이 생긴다. 이 중력 때문에 역시 A의 시간은 B보다 느려진다.
3구간에 있을 때도 1구간과 마찬가지로, 별 쪽으로 가속하는 운동을 하기 때문에 지구 방향으로 겉보기 중력이 생기며 A의 시간은 B보다 느려진다.
따라서 A가 가속하는 동안 A의 시간은 B보다 내내 느리게 흘러가게 된다.

## 같이 보기
- 벨의 우주선 역설
- 시간 팽창

## 참고 자료
- 사토, 가쓰히코 (2009). 《Newton highight-누구나 이해할 수 있는 상대성 이론》. 뉴턴코리아. ISBN 978-89-5537-799-6.
- 차, 동우 (2003). 《상대성 이론》. 북스힐. ISBN 89-5526-134-9.
- physica.gnu.ac.kr. “상대성이론의 역설”. 2010년 3월 29일에 확인함.

,